# Zweitstimmenabkommen
Ein Zweitstimmenabkommen ist eine informelle, rechtlich nicht normierte Kandidatenabsprache vor Wahlen zum Bayerischen Landtag. Durch gegenseitige Wahlempfehlungen können zwei Kandidaten derselben Partei damit ihre individuelle Mandatschance erhöhen.
Die Zweitstimmenabkommen sind entstanden, weil im Bayerischen Landtagswahlsystem ein Direktkandidat von den Wählern seines Stimmkreises nicht auch mit der Zweitstimme gewählt werden kann: Der Erststimmenkandidat scheint auf der – in Bayern ebenfalls personalisierten – Wahlkreisliste im Stimmzettel seines Stimmkreises nicht auf. Da die Vergabe von Wahlkreislisten-Mandaten in der Rangfolge der Gesamtstimmenzahl eines Bewerbers erfolgt (Erststimmen plus Zweitstimmen), muss jeder Kandidat versuchen, neben den Stimmen seines Heimatkreises auch möglichst viele Zweitstimmen aus anderen Kreisen des Regierungsbezirks zu gewinnen. In Zweitstimmenabkommen wird dies durch paarweise Vereinbarungen zwischen Kandidaten systematisiert, die zum Beispiel gastweise Wahlkampfauftritte, persönliche Empfehlungen in den Werbemitteln oder gemeinsame Veranstaltungen vorsehen können. Falls Kandidaten ohne solche Absprachen außerhalb ihres Heimatstimmkreises um Stimmen werben und damit gegen parteiinterne Regeln verstoßen („Stimmenwilderei“), kann dies wie im Fall des SPD-Abgeordneten Hans Hartl bis hin zum Parteiausschluss sanktioniert werden.
Die Vereinbarungen wirken sich nur für Kandidaten aus, die nicht bereits als Direktkandidat erfolgreich waren und deshalb auf die Wahlkreisliste setzen müssen. In der SPD sind Zweitstimmenabkommen deshalb in nahezu allen Stimmkreisen üblich, in der CSU haben sie dagegen nur geringe Bedeutung, weil hier die Abgeordneten regelmäßig über Stimmkreismandate in den Landtag eingezogen sind.